# Zlehčování
Zlehčování je nekalosoutěžní jednání, spočívající v rozšiřování takových údajů o poměrech, výkonech nebo výrobku jiného účastníka hospodářské soutěže, které jsou schopny mu přivodit újmu. Upraveno je v ustanovení § 2984 občanského zákoníku.
Jde především o šíření nepravdivých údajů, zlehčováním je ale i šíření pravdivých údajů, pokud jsou schopny újmu způsobit. Výslovně je však připuštěna tzv. oprávněná obrana, kdy soutěžitel může zlehčovat poměry, výrobky nebo výkony jiného, jestliže tak činí pravdivými údaji a jestliže k tomu byl jeho jednáním donucen.